# Åke Engerstedt
Frans Åke Engerstedt, född 16 januari 1912 i Stockholm, död 21 juli 1995 i Stockholm, var en svensk radioprogramledare, radiouppläsare och filmspeaker. 
Han gifte sig 1941 med sekreteraren Märtha Persson (1910–2003), som även hon arbetade på Radiotjänst på grammofonarkivet, även ibland som studiotekniker, och deras dotter var radioprofilen Kicki Engerstedt.
Han var son till spårvagnskonduktören Frans Emil Johansson och Emma Charlotta Örlund.

## Filmografi (urval)
- 1956 – Rätten att älska